# Thomas Merton
Thomas Merton (Prades, Francia, 31 de enero de 1915-provincia de Samut Prakan, Tailandia, 10 de diciembre de 1968) fue un monje trapense, teólogo, escritor, místico, activista y especialista en religión comparada estadounidense. En 1949 fue ordenado sacerdote, recibiendo el nombre de «Padre Louis». Era miembro de la Abadía de Nuestra Señora de Getsemaní cerca de Bardstown, Kentucky, en donde vivió desde 1941 hasta su muerte.
Merton se convirtió en un defensor entusiasta del diálogo y entendimiento entre las religiones, explorando las religiones orientales en su estudio sobre la práctica mística. Fue, en particular, pionero en el diálogo con prominentes figuras espirituales asiáticas, entre ellas el Dalái lama, el escritor japonés Daisetsu Teitaro Suzuki, el monje budista tailandés Buddhadāsa, y el monje vietnamita Thích Nhất Hạnh. Merton también viajó de manera extensiva en el proceso de reunirse con estas personas y de asistir a conferencias internacionales sobre religión. Además, escribió libros sobre el budismo zen, el confucianismo y el taoísmo y su relación con la fe católica. Este tipo de trabajos por parte de un religioso católico eran extremadamente inusuales para la época. También escribió sobre el movimiento por los derechos civiles en Estados Unidos y la proliferación nuclear. En los años transcurridos desde su muerte, Merton ha sido objeto de varias biografías.
Merton escribió más de 70 libros, en su mayoría sobre la espiritualidad, la justicia social y el pacifismo cristiano, así como decenas de ensayos y opiniones. Entre las obras más perdurables de Merton está su autobiografía, un éxito de ventas, La montaña de los siete círculos (1948), que envió a decenas de veteranos de la Segunda Guerra Mundial, estudiantes, e incluso adolescentes a explorar lo que ofrecían monasterios a lo largo de los EE. UU., y también fue presentado en la lista de la Revisión Nacional de los 100 mejores libros de no ficción del siglo.

## Biografía
Nació en Prades, Francia. Su padre era originario de Nueva Zelanda y su madre originaria de Estados Unidos. Su madre falleció cuando él era niño. La infancia de Merton fue inestable en cuanto a su residencia, pues vivió en Francia, en las Bermudas, en Estados Unidos y en Inglaterra. En Inglaterra, estudió en la Universidad de Cambridge. Terminó sus estudios en la Universidad de Columbia, Estados Unidos. Por último, realizó su tesis de doctorado con el título de La naturaleza y el arte en William Blake. Influido por sus lecturas e impulsado por una llamada interior a unirse con Dios, se convirtió al catolicismo en el año 1938.
Ejerció docencia en inglés en la Universidad de San Buenaventura y trabajó en un centro católico del barrio de Harlem en Nueva York. En 1941, ingresó en la abadía trapense de Nuestra Señora de Getsemaní en Kentucky. Se ordenó sacerdote en 1949 y adoptó el nombre de padre Luis.

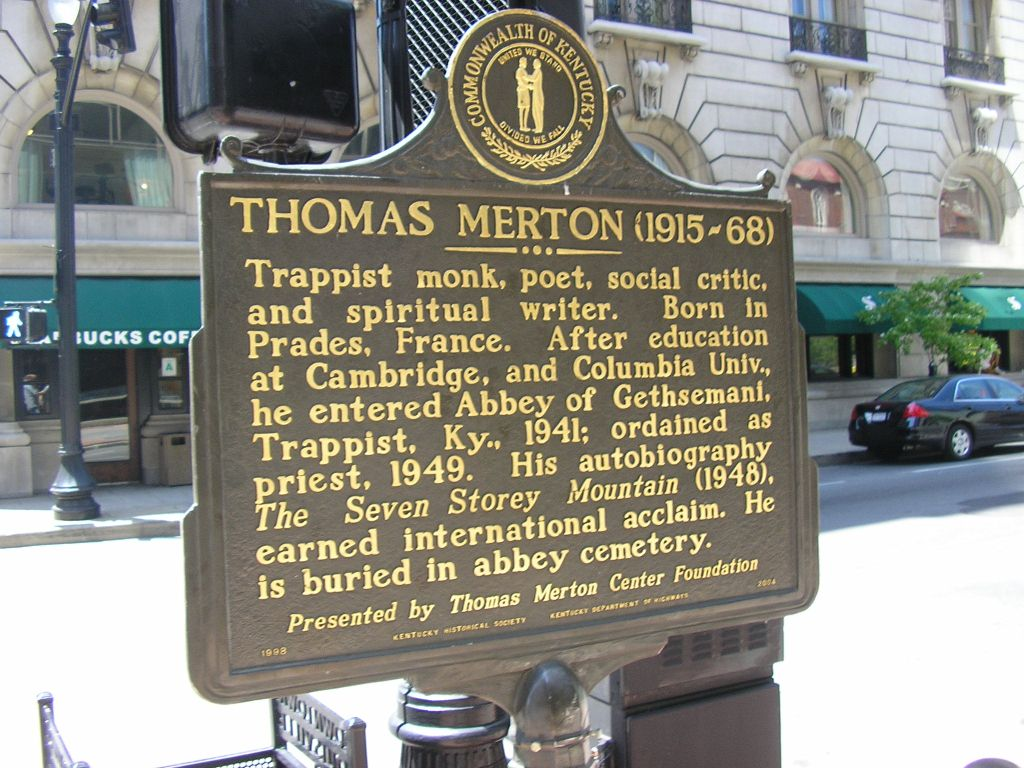
Señal conmemorativa de una de las experiencias místicas de Merton en Downtown Louisville, Kentucky.

La montaña de los siete círculos (1948), autobiografía, es su obra más famosa, traducida a veintiocho lenguas. También escribió Las aguas de Siloé (1949) y El signo de Jonás (1953), dos volúmenes sobre la vida de los trapenses; Semillas de contemplación (1949) y La vida silenciosa (1957), libros de meditación, así como varios libros de poesía como Figuras para un Apocalipsis (1947), Las lágrimas de los leones ciegos (1949) y Las islas extranjeras (1957).
Durante sus 27 años en Getsemaní, Merton se convirtió en un escritor contemplativo y poeta, y se abrió al diálogo con otras religiones, apoyando causas como el pacifismo y los movimientos antirracistas. En 1959 conoció al sacerdote y poeta nicaragüense Ernesto Cardenal al arribar éste al monasterio. Después del regreso de Cardenal a Nicaragua, Merton sostuvo con él una activa correspondencia epistolar hasta su muerte. La relación que se dio entre ellos fue de padre espiritual y devoto. Entre los años de 1963 y 1967 sostuvo una fluida correspondencia con el escritor rumano Ştefan Baciu. En 1964 escribió el manifiesto Mensaje a los Poetas como adhesión al Movimiento Nueva Solidaridad creado por el poeta argentino Miguel Grinberg, quien posteriormente tradujo al castellano sus libros El hombre nuevo, Pan en el desierto, Místicos y maestros Zen, Diario de un ermitaño, Ascenso a la verdad y Cartas a los escritores. 

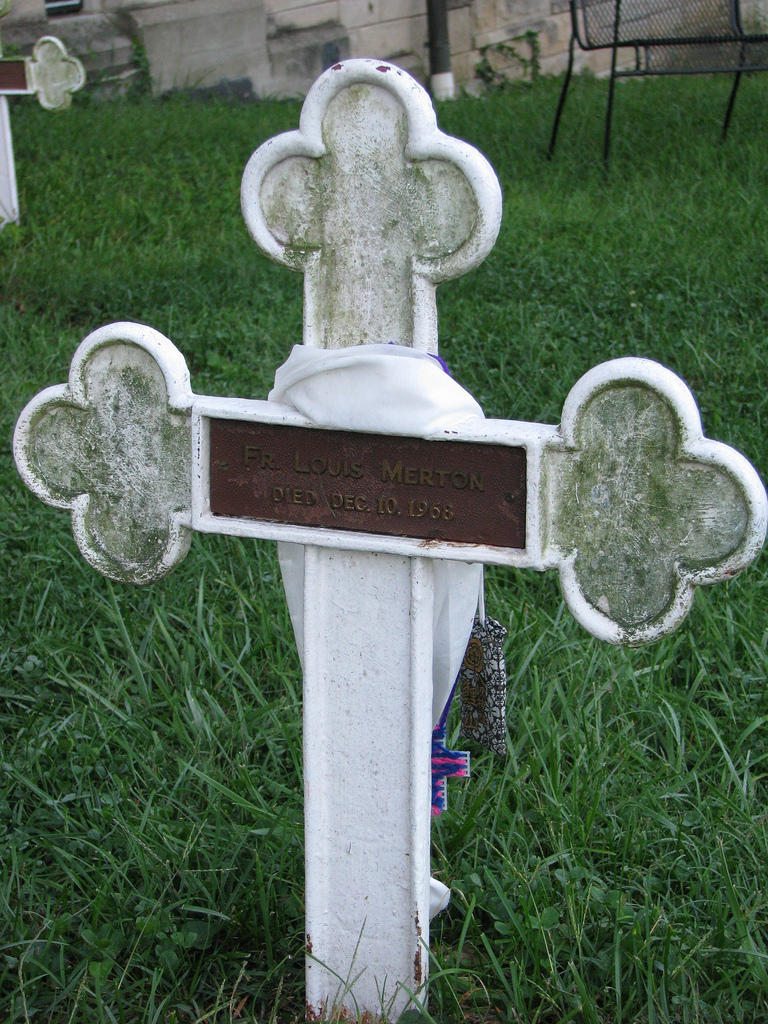
Tumba de Merton en la Abadía de Getsemaní.

Durante su asistencia a una conferencia entre cristianos y budistas en la ciudad de Bangkok (Tailandia), el 10 de diciembre de 1968, Merton fue encontrado muerto en su residencia. Sorprendentemente, no se llevó a cabo una autopsia cuando había una herida sangrante en la parte posterior de la cabeza de Merton, hecho que nunca se ha explicado. Recibió sepultura en el monasterio de Getsemaní.

## Legado
Merton y Robert Lowell, otro converso al catolicismo, han sido considerados en su tiempo como los dos poetas jóvenes más importantes de los Estados Unidos. Por otra parte, sus diarios y sus cartas, que por expreso deseo de Merton no se publicaron hasta 25 años después de su muerte, revelan la intensidad de su compromiso con el movimiento por los derechos civiles, la justicia social y el diálogo interreligioso. Desde 1972, el Thomas Merton Center de Pittsburgh concede el Thomas Merton Award, un premio a las iniciativas por la paz.
La comunión anglicana lo incluyó en su calendario de santos. Su festividad es el 10 de diciembre.
Fue mencionado por el papa Francisco en su histórico discurso pronunciado ante el Congreso de los Estados Unidos en el mes de setiembre de 2015, señalando: «Un siglo atrás, al inicio de la Gran Guerra, "masacre inútil", en palabras del papa Benedicto XV, nace otro gran norteamericano, el monje cisterciense Thomas Merton. Él sigue siendo fuente de inspiración espiritual y guía para muchos. En su autobiografía escribió: "Aunque libre por naturaleza y a imagen de Dios, con todo, y a imagen del mundo al cual había venido, también fui prisionero de mi propia violencia y egoísmo. El mundo era trasunto del infierno, abarrotado de hombres como yo, que le amaban y también le aborrecían. Habían nacido para amarle y, sin embargo, vivían con temor y ansias desesperadas y enfrentadas". Merton fue sobre todo un hombre de oración, un pensador que desafió las certezas de su tiempo y abrió horizontes nuevos para las almas y para la Iglesia; fue también un hombre de diálogo, un promotor de la paz entre pueblos y religiones».
Hugh Turley y David Martin señalan que Thomas Merton se hizo amigo e inspiró a activistas de la paz tan radicales como Martin Luther King y los hermanos Berrigan, y concluyeron su libro con las siguientes palabras: 

La mejor evidencia indica más allá de cualquier duda que Merton fue asesinado... La historia de que un fanático mató a Merton es tan absurda que se han tenido que inventar una serie de historias fantásticas para hacerlo creíble... ¿Quién lo hizo y por qué? La CIA tenía el motivo y los medios.